# Szlakiem Grodów Piastowskich
Il CCC Tour-Grody Piastowskie, già Szlakiem Grodów Piastowskich, è una corsa a tappe maschile di ciclismo su strada che si svolge nella regione della Slesia, in Polonia, ogni anno nel mese di maggio. Dal 2005 fa parte del calendario UCI Europe Tour come gara di classe 2.2 (2.1 dal 2007 al 2014).
Creata nel 1966, fino al 1996 era riservata ai dilettanti. Nel 1997 fu aperta alla categoria Elite.

## Albo d'oro
Aggiornato all'edizione 2021.
| Anno | Vincitore                                           | Secondo                                             | Terzo                                               |
| ---- | --------------------------------------------------- | --------------------------------------------------- | --------------------------------------------------- |
| 1966 | Henryk Kowalski                                     |                                                     |                                                     |
| 1967 | Rajmund Zieliński                                   |                                                     |                                                     |
| 1968 | Ryszard Gac                                         |                                                     |                                                     |
| 1969 | Yuri Dmitriyev                                      |                                                     |                                                     |
| 1970 | Ringolds Kalnenieks                                 |                                                     |                                                     |
| 1971 | Stanisław Gazda                                     |                                                     |                                                     |
| 1972 | Mieczyslaw Szurko                                   |                                                     |                                                     |
| 1973 | Tadeusz Prasek                                      |                                                     |                                                     |
| 1974 | Wieslaw Kornacki                                    |                                                     |                                                     |
| 1975 | Edward Barcik                                       |                                                     |                                                     |
| 1976 | Stanisław Mikolajczuk                               |                                                     |                                                     |
| 1977 | Stanisław Szozda                                    |                                                     |                                                     |
| 1978 | Ryszard Szurkowski                                  |                                                     |                                                     |
| 1979 | Slawomir Podwojniak                                 |                                                     |                                                     |
| 1980 | Stanisław Nieumierzycki                             |                                                     |                                                     |
| 1981 | Ryszard Szurkowski                                  |                                                     |                                                     |
| 1982 | Jerzy Jagiela                                       |                                                     |                                                     |
| 1983 | Tadeusz Mytnik                                      |                                                     |                                                     |
| 1984 | Zdzislaw Wrona                                      |                                                     |                                                     |
| 1985 | Mieczysław Karłowicz                                |                                                     |                                                     |
| 1986 | Zdzislaw Wrona                                      |                                                     |                                                     |
| 1987 | Zdzislaw Wrona                                      |                                                     |                                                     |
| 1988 | Jacek Bodyk                                         |                                                     |                                                     |
| 1989 | Zbigniew Rudyk                                      |                                                     |                                                     |
| 1990 | Czeslaw Rajch                                       |                                                     |                                                     |
| 1991 | Jozef Moczydlowski                                  |                                                     |                                                     |
| 1992 | Artur Krzeszowiec                                   |                                                     |                                                     |
| 1993 | Czeslaw Rajch                                       |                                                     |                                                     |
| 1994 | Pawel Niedzwiecki                                   |                                                     |                                                     |
| 1995 | Grzegorz Piwowarski                                 |                                                     |                                                     |
| 1996 | Slawomir Chrzanowski                                |                                                     |                                                     |
| 1997 | Piotr Zaradny                                       | Artur Krzeszowiec                                   | Krzysztof Szafranski                                |
| 1998 | Andrzej Sypytkowski                                 | Piotr Zaradny                                       | Dariusz Wojciechowski                               |
| 1999 | Piotr Wadecki                                       | Ondrej Slobodnik                                    | Bernard Bocian                                      |
| 2000 | Piotr Wadecki                                       | Piotr Przydzial                                     | Tomasz Lisowicz                                     |
| 2001 | Eugen Wacker                                        | Ondřej Sosenka                                      | Remigius Lupeikis                                   |
| 2002 | Krzysztof Szafranski                                | Remigius Lupeikis                                   | Zbigniew Piatek                                     |
| 2003 | Artur Krasinski                                     | Wojciech Pawlak                                     | Branko Filip                                        |
| 2004 | Piotr Przydzial                                     | Dawid Krupa                                         | Tomasz Kiendys                                      |
| 2005 | Zbigniew Piatek                                     | Radoslav Romanik                                    | Piotr Przydzial                                     |
| 2006 | Tomasz Kiendys                                      | Marcin Sapa                                         | Wojciech Pawlak                                     |
| 2007 | Tomasz Kiendys                                      | Mitja Mahorič                                       | Bartosz Huzarski                                    |
| 2008 | Bartosz Huzarski                                    | Tomasz Kiendys                                      | Mitja Mahorič                                       |
| 2009 | Mateusz Taciak                                      | Volodymyr Starčyk                                   | Daniele Callegarin                                  |
| 2010 | Marek Rutkiewicz                                    | Bartosz Huzarski                                    | Tomasz Marczyński                                   |
| 2011 | Robert Vrečer                                       | Marek Rutkiewicz                                    | Łukasz Bodnar                                       |
| 2012 | Marek Rutkiewicz                                    | Stefan Schumacher                                   | Mateusz Taciak                                      |
| 2013 | Jan Bárta                                           | Davide Rebellin                                     | Mateusz Taciak                                      |
| 2014 | Mateusz Taciak                                      | Marek Rutkiewicz                                    | Silvio Herklotz                                     |
| 2015 | Paweł Bernas                                        | Mateusz Taciak                                      | Jiří Polnický                                       |
| 2016 | Oleksandr Polivoda                                  | Michele Gazzara                                     | Jiří Polnický                                       |
| 2017 | Marek Rutkiewicz                                    | Leszek Pluciński                                    | Emanuel Piaskowy                                    |
| 2018 | Łukasz Owsian                                       | Josef Černý                                         | Jan Tratnik                                         |
| 2019 | Kamil Małecki                                       | Maciej Paterski                                     | Jannik Steimle                                      |
| 2020 | annullata per la Pandemia di COVID-19 del 2019-2021 | annullata per la Pandemia di COVID-19 del 2019-2021 | annullata per la Pandemia di COVID-19 del 2019-2021 |
| 2021 | Maciej Paterski                                     | Immanuel Stark                                      | Szymon Rekita                                       |
| 2022 | annullata per la Pandemia di COVID-19 del 2019-2021 | annullata per la Pandemia di COVID-19 del 2019-2021 | annullata per la Pandemia di COVID-19 del 2019-2021 |